# Giải bóng đá Vô địch Quốc gia 2018 (kết quả chi tiết)
Dưới đây là lịch thi đấu và kết quả chi tiết của các trận đấu tại Giải bóng đá vô địch quốc gia 2018, có tên chính thức là Giải bóng đá vô địch quốc gia – Nuti Cafe V.League 2018 hay Nuti Cafe V.League 1 – 2018, với 14 câu lạc bộ tham dự:

## Lượt đi

### Vòng 1
| 10 tháng 3 năm 2018 1 | Hoàng Anh Gia Lai                               | 0–0      | Becamex Bình Dương                            | Pleiku, Gia Lai                                                            |  |
| 17:00                 | Kim Jinseo (20) 20' · Nguyễn Tăng Tiến (47) 73' | Chi tiết | Lê Tấn Tài (14) 17' · Nguyễn Anh Đức (11) 54' | Sân vận động: Sân Pleiku Lượng khán giả: 11,000 Trọng tài: Nguyễn Văn Kiên |  |

| 11 tháng 3 năm 2018 1 | Than Quảng Ninh                                          | 1–0      | SHB Đà Nẵng                                                                      | Cẩm Phả, Quảng Ninh                                                      |  |
| 16:30                 | Teofilo Soares Eydison (99) 18' · Mạc Hồng Quân (17) 62' | Chi tiết | Ewode E.Louis Christian (2) 16' · Bùi Tiến Dụng (16) 37' · Lâm Anh Quang (3) 84' | Sân vận động: Sân Cẩm Phả Lượng khán giả: 6,000 Trọng tài: Hoàng Ngọc Hà |  |

| 11 tháng 3 năm 2018 1 | Nam Định             | 0–0      | XSKT Cần Thơ         | Thành phố Nam Định, Nam Định                                                       |  |
| 17:00                 | Đinh Viết Tú (2) 33' | Chi tiết | Võ Út Cường (56) 64' | Sân vận động: Sân Thiên Trường Lượng khán giả: 22,000 Trọng tài: Nguyễn Hiền Triết |  |

| 11 tháng 3 năm 2018 1 | Hà Nội                                                                    | 1–0      | Hải Phòng                                                | Hà Nội                                                                   |  |
| 19:00                 | Nguyễn Văn Dũng (4) 4' · Ngân Văn Đại (29) 69' · Nguyễn Văn Công (30) 79' | Chi tiết | Nguyễn Đình Bảo (8) 35' · Errol Anthony Stevens (10) 51' | Sân vận động: Sân Hàng Đẫy Lượng khán giả: 13,000 Trọng tài: Ngô Duy Lân |  |

| 5 tháng 4 năm 2018 1 | Sanna Khánh Hòa BVN | 3–1      | FLC Thanh Hóa                                                             | Nha Trang, Khánh Hòa                                                           |  |
| 17:00                | Ng.Hoàng Quốc Chí (13) 12', 86' · Toure Youssouf (21) 58' · Đoàn Công Thành (29) 67' · Nguyễn Tấn Điền (39) 72' · Trần Văn Vũ (32) 83' | Chi tiết | Pape Omar Faye (20) 68' · Nguyễn Thế Dương (66) 72' · Lê Văn Đại (26) 80' | Sân vận động: Sân Nha Trang Lượng khán giả: 6,000 Trọng tài: Nguyễn Hiền Triết |  |

| 5 tháng 4 năm 2018 1 | Thành phố Hồ Chí Minh                                                   | 0–2      | Sông Lam Nghệ An | Thành phố Hồ Chí Minh                                                    |  |
| 19:00                | Sầm Ngọc Đức (7) 53' · Âu Văn Hoàn (89) 66' · Nguyễn Hải Anh (23) 90+1' | Chi tiết | Phan Văn Đức (20) 13' · Hoàng Văn Khánh (5) 41' · Quế Ngọc Hải (4) 45+3' · Hồ Khắc Ngọc (12) 55' · Trần Đình Hoàng (6) 76' · Cao Xuân Thắng (17) 90+3' | Sân vận động: Thống Nhất Lượng khán giả: 12,000 Trọng tài: Nguyễn Đức Vũ |  |

### Vòng 2
| 16 tháng 3 năm 2018 2 | Becamex Bình Dương                                                                                  | 2–1      | Nam Định | Thủ Dầu Một, Bình Dương                                                        |  |
| 17:00                 | Nguyễn Thanh Long (15) 14' · Hồ Tấn Tài (4) 21' · Lê Tấn Tài (14) 45+1' · Romario Kortzong (10) 47' | Chi tiết | Henry Shackiel H.Eustace (9) 45+1' · Phạm Văn Thuận (15) 61' · Trần Mạnh Cường (23) 65' · Lê Ngọc Nam (14) 74' | Sân vận động: Sân Bình Dương Lượng khán giả: 5,000 Trọng tài: Nguyễn Quốc Hùng |  |

| 17 tháng 3 năm 2018 2 | XSKT Cần Thơ                                             | 0–3      | Hà Nội                                                      | Cần Thơ                                                                     |  |
| 17:00                 | Hoàng Vissai (86) 15' · Dyachenko Rodion Sergey (79) 84' | Chi tiết | Moses Oloya (8) 66' · Oseni Ganiyu Bolaji (90) 90+1', 90+5' | Sân vận động: Sân Cần Thơ Lượng khán giả: 8,000 Trọng tài: Nguyễn Trọng Thư |  |

| 17 tháng 3 năm 2018 2 | SHB Đà Nẵng | 2–1      | Quảng Nam                                                                  | Đà Nẵng                                                                            |  |
| 17:00                 | Ewode E.Louis Christian (2) 32' · Nguyễn Viết Thắng (14) 44' · Hà Đức Chinh (26) 57' · Bùi Tiến Dụng (16) 84' · Diogo (9) 90+4' | Chi tiết | Phan Thanh Hưng (19) 17' · Đinh Thanh Trung (7) 22' · Trần Văn Học (2) 39' | Sân vận động: Sân Hòa Xuân Lượng khán giả: 11,000 Trọng tài: Nguyễn Trung Kiên (B) |  |

| 17 tháng 3 năm 2018 2 | Hải Phòng                                                                            | 1–1      | Hoàng Anh Gia Lai                                                          | Hải Phòng                                                                    |  |
| 17:00                 | Nguyễn Vũ Hoàng Dương (26) 40' · Andre Diego Fagan (9) 49' · Đặng Quang Huy (17) 85' | Chi tiết | Vũ Văn Thanh (17) 34' · Phạm Đăng Tuấn (4) 81' · Lương Xuân Trường (6) 86' | Sân vận động: Sân Lạch Tray Lượng khán giả: 21,000 Trọng tài: Trương Hồng Vũ |  |

| 18 tháng 3 năm 2018 2 | Sông Lam Nghệ An                                                                      | 0–1      | Sanna Khánh Hòa BVN                              | Vinh, Nghệ An                                                            |  |
| 16:30                 | Olaha Michael Onyedikachi (7) 74' · Trần Đình Hoàng (6) 83' · Phạm Xuân Mạnh (11) 88' | Chi tiết | Trần Đình Khương (9) 6' · Lâm Ti Phông (7) , 45' | Sân vận động: Sân Vinh Lượng khán giả: 10,000 Trọng tài: Trần Đình Thịnh |  |

| 18 tháng 3 năm 2018 2 | FLC Thanh Hóa                                      | 1–0      | Thành phố Hồ Chí Minh   | Thành phố Thanh Hóa, Thanh Hóa                                               |  |
| 17:00                 | Nguyễn Minh Tùng (5) 21' · Hoàng Đình Tùng (2) 70' | Chi tiết | Nguyễn Hải Anh (23) 73' | Sân vận động: Sân Thanh Hóa Lượng khán giả: 12,000 Trọng tài: Hoàng Anh Tuấn |  |

| 18 tháng 3 năm 2018 2 | Sài Gòn                                              | 1–2      | Than Quảng Ninh                                                                                                 | Thành phố Hồ Chí Minh                                                       |  |
| 19:00                 | Lê Hoàng Thiên (10) 12' · Nguyễn Xuân Dương (20) 14' | Chi tiết | Nguyễn Thanh Hiền (66) 39' · Nguyễn Hải Huy (14) 49' · Teofilo Soares Eydison (99) 56' · Dương Văn Khoa (2) 82' | Sân vận động: Sân Thống Nhất Lượng khán giả: 4,000 Trọng tài: Nguyễn Đức Vũ |  |

### Vòng 3
| 22 tháng 3 năm 2018 3 | Sông Lam Nghệ An                                       | 2–2      | Than Quảng Ninh                                                                                                   | Vinh, Nghệ An                                                          |  |
| 16:30                 | Osmar Francisco (19) 45' · Olaha M.Onyedikachi (7) 50' | Chi tiết | Mạc Hồng Quân (17) 17', 36' · Nguyễn Hoài Anh (1) 38' · Nguyễn Thanh Hiền (66) 71', 75' · Nguyễn Hải Huy (14) 87' | Sân vận động: Sân Vinh Lượng khán giả: 8,000 Trọng tài: Trương Hồng Vũ |  |

| 22 tháng 3 năm 2018 3 | XSKT Cần Thơ | 2–1      | Becamex Bình Dương                                                                                           | Cần Thơ                                                                      |  |
| 17:00                 | Wander Luiz Q.Dias (68) 17' · Patiyo Tambwe (10) 48', 66', 69' · Nguyễn Quang Tình (17) 90+4' · Võ Út Cường (56) 90+5' | Chi tiết | Romario Kortzong (10) 45' · Đinh Hoàng Max (29) 49' · Nguyễn Thanh Thảo (3) 52' · Nguyễn Thanh Long (15) 72' | Sân vận động: Sân Cần Thơ Lượng khán giả: 3,000 Trọng tài: Nguyễn Minh Thuận |  |

| 22 tháng 3 năm 2018 3 | Quảng Nam                | 1–0      | FLC Thanh Hóa           | Tam Kỳ, Quảng Nam                                                        |  |
| 17:00                 | Phan Thanh Hưng (19) 12' | Chi tiết | Hoàng Đình Tùng (2) 76' | Sân vận động: Sân Tam Kỳ Lượng khán giả: 12,000 Trọng tài: Hoàng Ngọc Hà |  |

| 22 tháng 3 năm 2018 3 | Sanna Khánh Hòa BVN      | 0–0      | SHB Đà Nẵng                                     | Nha Trang, Khánh Hòa                                                          |  |
| 17:00                 | Trần Đình Khương (9) 50' | Chi tiết | Võ Nhật Tân (20) 44' · Bùi Tiến Dụng (16) 90+3' | Sân vận động: Sân Nha Trang Lượng khán giả: 8,000 Trọng tài: Nguyễn Ngọc Châu |  |

| 22 tháng 3 năm 2018 3 | Nam Định                 | 0–1      | Hải Phòng | Thành phố Nam Định, Nam Định                                                     |  |
| 18:00                 | Hoàng Minh Tuấn (28) 53' | Chi tiết | Errol Anthony Stevens (10) 10', 11' · Vương Quốc Trung (19) 21' · Nguyễn Anh Hùng (2) 56' · Đặng Văn Lâm (1) 90+2' | Sân vận động: Sân Thiên Trường Lượng khán giả: 17,000 Trọng tài: Nguyễn Văn Kiên |  |

| 22 tháng 3 năm 2018 3 | Sài Gòn                                                | 1–2      | Thành phố Hồ Chí Minh                                | Thành phố Hồ Chí Minh                                                     |  |
| 18:00                 | Thân Thành Tín (26) 44' · Dugary Ndabashinze (8) 90+5' | Chi tiết | Trần Phi Sơn (10) 83' · Gustavo Santos Costa (9) 87' | Sân vận động: Sân Thống Nhất Lượng khán giả: 6,000 Trọng tài: Ngô Duy Lân |  |

| 5 tháng 4 năm 2018 3 | Hà Nội | 5–0      | Hoàng Anh Gia Lai                                                                      | Hà Nội                                                                      |  |
| 19:00                | Ngân Văn Đại (29) 32', 47' · Oseni Ganiyu Bolaji (90) 45+2', 52' · Nguyễn Văn Quyết (10) 63' (ph.đ), 63' · Nguyễn Quang Hải (19) 69' · Phạm Văn Thành (9) 83' 90' | Chi tiết | Nguyễn Tăng Tiến (47) 35', 45+2' · Lương Xuân Trường (6) 64' · Rimario Gordon (11) 90' | Sân vận động: Sân Hàng Đẫy Lượng khán giả: 20,000 Trọng tài: Trương Hồng Vũ |  |

### Vòng 4
| 1 tháng 4 năm 2018 4 | Than Quảng Ninh                                                                          | 3–0      | Quảng Nam                                                                                              | Cẩm Phả, Quảng Ninh                                                   |  |
| 16:30                | Silva D.A Joel Vinicius (94) 47', 52' · Dương Văn Khoa (2) 59' · Nguyễn Hải Huy (14) 83' | Chi tiết | Trần Văn Học (2) 35' · Phan Thanh Hưng (19) 55' · Ng.Trung Đại Dương (99) 59' · Đào Văn Phong (15) 81' | Sân vận động: Cẩm Phả Lượng khán giả: 5,000 Trọng tài: Hoàng Anh Tuấn |  |

| 1 tháng 4 năm 2018 4 | Hải Phòng | 0–1      | XSKT Cần Thơ                                                                  | Hải Phòng                                                                  |  |
| 17:00                |           | Chi tiết | Patiyo Tambwe (10) 12' · Nguyễn Hữu Dũng (7) 20' · Trần Thanh Long (77) 90+2' | Sân vận động: Sân Lạch Tray Lượng khán giả: 8,000 Trọng tài: Hoàng Ngọc Hà |  |

| 1 tháng 4 năm 2018 4 | SHB Đà Nẵng                                                                | 3–2      | Sài Gòn                                                                                  | Đà Nẵng                                                                     |  |
| 17:00                | Hà Đức Chinh (26) 45' · Võ Huy Toàn (18) 61' · Ewode E.L Christian (2) 69' | Chi tiết | Cao Văn Triền (23) 17' · Nguyễn Quốc Long (22) 58', 65' (ph.đ) · Lê Hoàng Thiên (10) 84' | Sân vận động: Sân Hòa Xuân Lượng khán giả: 9,000 Trọng tài: Nguyễn Văn Kiên |  |

| 1 tháng 4 năm 2018 4 | FLC Thanh Hóa                                                                  | 1–0      | Sông Lam Nghệ An       | Thành phố Thanh Hóa, Thanh Hóa                                            |  |
| 17:00                | Ofere Edward Junior (45) 54' · Hoàng Văn Bình (9) 60' · Trần Đình Đồng (3) 75' | Chi tiết | Hồ Tuấn Tài (10) 45+1' | Sân vận động: Sân Thanh Hóa Lượng khán giả: 11,000 Trọng tài: Ngô Duy Lân |  |

| 1 tháng 4 năm 2018 4 | Becamex Bình Dương                            | 1–1      | Hà Nội                                                  | Thủ Dầu Một, Bình Dương                                                        |  |
| 17:00                | Nguyễn Anh Đức (11) 50' · Lê Tấn Tài (14) 73' | Chi tiết | Oseni Ganiyu Bolaji (90) 16' · Trần Đình Trọng (21) 74' | Sân vận động: Sân Bình Dương Lượng khán giả: 8,000 Trọng tài: Nguyễn Quốc Hùng |  |

| 1 tháng 4 năm 2018 4 | Thành phố Hồ Chí Minh | 1–0      | Sanna Khánh Hòa BVN                             | Thành phố Hồ Chí Minh                                                         |  |
| 18:00                | Vũ Quang Nam (11) 30' · Vũ Ngọc Thịnh (3) 39' · Nguyễn Thanh Diệp (25) 40' · Trần Phi Sơn (10) 42' (ph.đ) · Nguyễn Minh Trung (17) 85' · Sầm Ngọc Đức (7) 87' · Nguyễn Hải Anh (23) 90+1' | Chi tiết | Zarour Chaher (93) 40' · Lê Cao Hoài An (8) 82' | Sân vận động: Sân Thống Nhất Lượng khán giả: 7,000 Trọng tài: Trần Đình Thịnh |  |

| 1 tháng 4 năm 2018 4 | Hoàng Anh Gia Lai                                                                                | 3–2      | Nam Định                                                                                          | Pleiku, Gia Lai                                                             |  |
| 19:00                | Trần Minh Vương (8) 45' · Nguyễn Văn Toàn (9) 50' · A Hoàng (71) 60' · Ng.Phong Hồng Duy (7) 88' | Chi tiết | Henry Shackiel H.Eustace (9) 65', 87' · Trần Mạnh Cường (23) 70' · Benjamin N.T Michael (7) 90+3' | Sân vận động: Sân Pleiku Lượng khán giả: 10,000 Trọng tài: Nguyễn Ngọc Châu |  |

### Vòng 5
| 13 tháng 4 năm 2018 5 | Sanna Khánh Hòa BVN                                             | 1–0      | Than Quảng Ninh                                                               | Nha Trang, Khánh Hòa                                                          |  |
| 17:00                 | Nguyễn Tấn Điền (39) 2TV: 6' 85' · Hoàng Nhật Nam (79) 26', 79' | Chi tiết | Nguyễn Xuân Hùng (20) 47' · Dương Thanh Hào (3) 55' · Nguyễn Hải Huy (14) 62' | Sân vận động: Sân Nha Trang Lượng khán giả: 8,000 Trọng tài: Nguyễn Quốc Hùng |  |

| 14 tháng 4 năm 2018 5 | SHB Đà Nẵng              | 0–4      | Hà Nội | Đà Nẵng                                                                      |  |
| 17:00                 | Mạc Đức Việt Anh (5) 76' | Chi tiết | Oseni Ganiyu Bolaji (90) 41', 69', 80' · Phạm Thành Lương (11) 42' · Trần Văn Kiên (13) 86' · Hồ Minh Dĩ (98) 90' | Sân vận động: Sân Hòa Xuân Lượng khán giả: 13,000 Trọng tài: Trần Đình Thịnh |  |

| 14 tháng 4 năm 2018 5 | Nam Định                                                                                            | 1–3      | Thành phố Hồ Chí Minh | Thành phố Nam Định, Nam Định                                                    |  |
| 18:00                 | Nguyễn Văn Hiệp (10) 16' · Nguyễn Hạ Long (35) 56' · Lê Sỹ Minh (93) 66' · Nguyễn Hữu Định (19) 78' | Chi tiết | Phạm Công Hiển (28) 15' · Vũ Quang Nam (11) 18', 63' · Đặng Văn Robert (6) 27' · Huỳnh Văn Thanh (77) 53' · Trần Đình Bảo (31) 66' · Phạm Văn Thuận (15) 74' (ph.l.n) | Sân vận động: Sân Thiên Trường Lượng khán giả: 11,000 Trọng tài: Hoàng Anh Tuấn |  |

| 14 tháng 4 năm 2018 5 | Sài Gòn                                                                                | 3–1      | Hoàng Anh Gia Lai                                           | Thành phố Hồ Chí Minh                                                           |  |
| 18:00                 | Da Sylva Dominique (15) 19', 55' · Bùi Trần Vũ (16) 41', 45' · Phạm Văn Phong (36) 73' | Chi tiết | Gordon Rimario Allando (11) 12' · Lương Xuân Trường (6) 27' | Sân vận động: Sân Thống Nhất Lượng khán giả: 12,000 Trọng tài: Nguyễn Đình Thái |  |

| 15 tháng 4 năm 2018 5 | XSKT Cần Thơ | 3–3      | Sông Lam Nghệ An | Cần Thơ                                                                      |  |
| 17:00                 | Võ Út Cường (56) 16' · Wander Luiz Queiroz Dias (68) 43', 55' · Nguyễn Hữu Dũng (7) 75' · Nguyễn Hiếu Trung Anh (32) 86' | Chi tiết | Hồ Tấn Tài (2) 10' · Phan Văn Đức (20) 19', 66', 66' · Phạm Xuân Mạnh (11) 40' · Quế Ngọc Hải (4) 45' · Lê Mạnh Dũng (26) 57' | Sân vận động: Sân Cần Thơ Lượng khán giả: 6,000 Trọng tài: Nguyễn Hiền Triết |  |

| 15 tháng 4 năm 2018 5 | Becamex Bình Dương                                                                         | 3–3      | FLC Thanh Hóa | Thủ Dầu Một, Bình Dương                                                          |  |
| 17:00                 | Nguyễn Anh Đức (11) 12' (ph.đ) · Nguyễn Thanh Thảo (3) 39' · Tô Văn Vũ (28) 61', 17' 90+2' | Chi tiết | Đinh Tiến Thành (15) 11' · Hoàng Đình Tùng (2) 24', 89' · Hồ Tấn Tài (4) 48' (ph.l.n) · Pape Omar Faye (20) 64' · Hoàng Văn Bình (9) 68' · Nguyễn Van Bakel (91) 85' | Sân vận động: Sân Bình Dương Lượng khán giả: 18,000 Trọng tài: Nguyễn Minh Thuận |  |

| 15 tháng 4 năm 2018 5 | Hải Phòng | 0–2      | Quảng Nam | Hải Phòng                                                                          |  |
| 19:00                 |           | Chi tiết | Nguyễn Ngọc Nguyên (39) 14' · Trần Văn Học (2) 17' · Thiago (5) 20', 73' · Đinh Thanh Trung (7) 58' · Đặng Hữu Phước (6) 84' | Sân vận động: Sân Lạch Tray Lượng khán giả: 4,000 Trọng tài: Nguyễn Trung Kiên (B) |  |

### Vòng 6
| 20 tháng 4 năm 2018 6 | Sông Lam Nghệ An                                                                                 | 0–0      | Becamex Bình Dương                                                                                      | Vinh, Nghệ An                                                          |  |
| 17:00                 | Ngô Xuân Toàn (27) 9' · Trần Đình Hoàng (6) 60' · Quế Ngọc Hải (4) 63' · Phạm Xuân Mạnh (11) 74' | Chi tiết | Đoàn Tuấn Cảnh (24) 62' · Lê Tấn Tài (14) 72' · Nguyễn Thanh Thảo (3) 79' · Ng.Đoàn Trung Nhân (16) 90' | Sân vận động: Sân Vinh Lượng khán giả: 7,000 Trọng tài: Hoàng Anh Tuấn |  |

| 20 tháng 4 năm 2018 6 | FLC Thanh Hóa                                      | 1–1      | XSKT Cần Thơ                                                                                          | Thành phố Thanh Hóa, Thanh Hóa                                                |  |
| 17:00                 | Pape Omar Faye (20) 51' · Nguyễn Minh Tùng (5) 71' | Chi tiết | Tô Vĩnh Lợi (1) 50' · Patiyo Tambwe (10) 61' · Nguyễn Tăng Tuấn (18) 76' · Nguyễn Công Thành (71) 90' | Sân vận động: Sân Thanh Hóa Lượng khán giả: 8,000 Trọng tài: Nguyễn Ngọc Châu |  |

| 21 tháng 4 năm 2018 6 | Hoàng Anh Gia Lai | 2–0      | SHB Đà Nẵng               | Pleiku, Gia Lai                                                         |  |
| 17:00                 | Nguyễn Công Phượng (10) 24' (ph.đ) · Nguyễn Văn Hạnh (98) 57' · Ng.Phong Hồng Duy (7) 65' · Trần Minh Vương (8) 68' · Phạm Văn Tiến (22) 78' | Chi tiết | Nguyễn Văn Thắng (15) 57' | Sân vận động: Sân Pleiku Lượng khán giả: 8,500 Trọng tài: Hoàng Ngọc Hà |  |

| 21 tháng 4 năm 2018 6 | Than Quảng Ninh                                         | 1–0      | Nam Định                | Cẩm Phả, Quảng Ninh                                                     |  |
| 18:00                 | Mạc Hồng Quân (17) 31', 87' · Nguyễn Xuân Hùng (20) 79' | Chi tiết | Phạm Văn Thuần (15) 72' | Sân vận động: Cẩm Phả Lượng khán giả: 5,000 Trọng tài: Nguyễn Trọng Thư |  |

| 22 tháng 4 năm 2018 6 | Quảng Nam | 0–0      | Sanna Khánh Hòa BVN      | Tam Kỳ, Quảng Nam                                                          |  |
| 17:00                 |           | Chi tiết | Nguyễn Đình Lợi (77) 75' | Sân vận động: Sân Quảng Nam Lượng khán giả: 7,000 Trọng tài: Nguyễn Đức Vũ |  |

| 22 tháng 4 năm 2018 6 | Thành phố Hồ Chí Minh    | 0–1      | Hải Phòng                                                      | Thành phố Hồ Chí Minh                                                 |  |
| 18:00                 | Huỳnh Văn Thanh (77) 74' | Chi tiết | Trịnh Văn Lợi (7) 14' · Doãn Ngọc Tân (15) 51' · Fagan (9) 88' | Sân vận động: Thống Nhất Lượng khán giả: 6,000 Trọng tài: Ngô Duy Lân |  |

| 22 tháng 4 năm 2018 6 | Hà Nội                   | 1–1      | Sài Gòn                                           | Hà Nội                                                                         |  |
| 19:00                 | Moses Oloya (8) 59', 61' | Chi tiết | Nguyễn Hữu Sơn (27) 20' · Nguyễn Tiến Duy (5) 59' | Sân vận động: Sân Hàng Đẫy Lượng khán giả: 10,000 Trọng tài: Nguyễn Phương Nam |  |

### Vòng 7
| 4 tháng 5 năm 2018 7 | Sông Lam Nghệ An  | 0–1      | Nam Định                                      | Vinh, Nghệ An                                                             |  |
| 17:00                | Hồ Sỹ Sâm (8) 80' | Chi tiết | Lê Sỹ Minh (93) 52' · Phạm Văn Thuận (15) 90' | Sân vận động: Sân Vinh Lượng khán giả: 2.500 Trọng tài: Nguyễn Hiền Triết |  |

| 4 tháng 5 năm 2018 7 | FLC Thanh Hóa                                        | 1–1      | Sài Gòn | Thành phố Thanh Hóa, Thanh Hóa                                                     |  |
| 17:00                | Hoàng Đình Tùng (2) 53' · Nguyễn Trọng Hoàng (8) 71' | Chi tiết | Da Sylva Dominique (15) 26' (ph.đ) · Nguyễn Quốc Long (22) 45+1' · Phạm Văn Phong (36) 84' · Trịnh Đức Lợi (11) 85' · Dugary Ndabashinze (8) 90+2' | Sân vận động: Sân Thanh Hóa Lượng khán giả: 8,000 Trọng tài: Nguyễn Trung Kiên (B) |  |

| 5 tháng 5 năm 2018 7 | Becamex Bình Dương                                                      | 3–1      | Quảng Nam                                                                          | Thủ Dầu Một, Bình Dương                                                        |  |
| 17:00                | Đinh Hoàng Max (29) 15' · Hồ Sỹ Giáp (27) 57' · Thiago (5) 85' (ph.l.n) | Chi tiết | Phan Thanh Hưng (19) 63' · Dos Reis R.Claudecir (89) 76' · Trịnh Văn Hà (22) 90+2' | Sân vận động: Sân Bình Dương Lượng khán giả: 2,500 Trọng tài: Nguyễn Quốc Hùng |  |

| 5 tháng 5 năm 2018 7 | Hải Phòng | 3–2      | SHB Đà Nẵng | Hải Phòng                                                                   |  |
| 17:00                | Errol Anthony Stevens (10) 25' · Doãn Ngọc Tân (15) 29', 90+4' · Nguyễn Đình Bảo (8) 33' · Nguyễn Anh Hùng (2) 47' · Andre Diego Fagan (9) 58' | Chi tiết | Đỗ Thanh Thịnh (22) 17' · Võ Huy Toàn (18) 52' · Hoàng Minh Tâm (12) 63' · Lâm Anh Quang (3) 67' · Hà Đức Chinh (26) 90+1' | Sân vận động: Sân Lạch Tray Lượng khán giả: 5.000 Trọng tài: Trương Hồng Vũ |  |

| 6 tháng 5 năm 2018 7 | XSKT Cần Thơ           | 1–1      | Than Quảng Ninh | Cần Thơ                                                                |  |
| 17:00                | Patiyo Tambwe (10) 12' | Chi tiết | Silva Dos Anjos Joel Vinicius (94) 59' · Đào Nhật Minh (15) 61' · Nguyễn Thanh Hiền (66) 68' · Nghiên Xuân Tú (77) 88' | Sân vận động: Sân Cần Thơ Lượng khán giả: 3.000 Trọng tài: Ngô Duy Lân |  |

| 6 tháng 5 năm 2018 7 | Sanna Khánh Hòa BVN                                                                                         | 1–1      | Hoàng Anh Gia Lai                                                                                   | Nha Trang, Khánh Hòa                                                          |  |
| 18:00                | Nguyễn Tuấn Mạnh (26) 6' · Nguyễn Hoàng Quốc Chí (13) 39' · Toure Youssouf (21) 45+2' · Trần Văn Vũ (4) 89' | Chi tiết | A Hoàng (71) 45+1' · Nguyễn Văn Toàn (9) 62' · Lương Xuân Trường (6) 71' · Triệu Việt Hưng (97) 81' | Sân vận động: Sân Nha Trang Lượng khán giả: 15.000 Trọng tài: Nguyễn Văn Kiên |  |

| 6 tháng 5 năm 2018 7 | Thành phố Hồ Chí Minh        | 1–4      | Hà Nội | Thành phố Hồ Chí Minh                                                         |  |
| 19:00                | Nguyễn Hải Anh (23) 10', 35' | Chi tiết | Phạm Thành Lương (11) 25' · Đỗ Hùng Dũng (88) 53' · Ngân Văn Đại (29) 58' · Nguyễn Văn Quyết (10) 63' · Oseni Ganiyu Bolaji (90) 70', 87', 71' | Sân vận động: Sân Thống Nhất Lượng khán giả: 6.000 Trọng tài: Trần Đình Thịnh |  |

### Vòng 8
| 18 tháng 5 năm 2018 8 | Sài Gòn                                            | 1–1      | Sanna Khánh Hòa BVN                                                    | Thành phố Hồ Chí Minh                                                      |  |
| 18:00                 | Lê Hoàng Thiên (10) 55' · Nguyễn Văn Ngọ (4) 90+4' | Chi tiết | Trần Văn Vũ (4) 47' · Lâm Ti Phông (7) 54' · Toure Youssouf (21) 90+3' | Sân vận động: Sân Thống Nhất Lượng khán giả: 1,000 Trọng tài: Trần Văn Lập |  |

| 19 tháng 5 năm 2018 8 | XSKT Cần Thơ                                                             | 2–2      | Hoàng Anh Gia Lai                                                                                         | Cần Thơ                                                                      |  |
| 17:00                 | Hoàng Vissai (86) 4' · Patiyo Tambwe (10) 45' · Wander Luis Q.A (68) 63' | Chi tiết | Trần Minh Vương (8) 8' · Nguyễn Văn Hạnh (98) 47' · Nguyễn Văn Toàn (9) 62' · Nguyễn Công Phượng (10) 56' | Sân vận động: Sân Cần Thơ Lượng khán giả: 12,000 Trọng tài: Nguyễn Ngọc Châu |  |

| 19 tháng 5 năm 2018 8 | Becamex Bình Dương                                                  | 2–1      | Hải Phòng                                                                             | Thủ Dầu Một, Bình Dương                                                       |  |
| 17:00                 | Nguyễn Thanh Thảo (3) 23', 2TV: 60' · Nguyễn Tiến Linh (22) , 90+3' | Chi tiết | Errol Anthony Stevens (10) 28' · Nguyễn Anh Hùng (2) 44' · Ng.Vũ Hoàng Dương (26) 68' | Sân vận động: Sân Bình Dương Lượng khán giả: 3,000 Trọng tài: Nguyễn Văn Chôm |  |

| 19 tháng 5 năm 2018 8 | SHB Đà Nẵng | 3–0      | Thành phố Hồ Chí Minh    | Đà Nẵng                                                                   |  |
| 17:00                 | Hoàng Minh Tâm (12) 6' · Ewode E.Louis Christian (2) 30', 90+3' · Đỗ Merlo (19) 54' · Bùi Tiến Dụng (16) 70' · Hồ Ngọc Thắng (17) 82' | Chi tiết | Nguyễn Hữu Tuấn (15) 80' | Sân vận động: Sân Hòa Xuân Lượng khán giả: 6,000 Trọng tài: Hoàng Ngọc Hà |  |

| 20 tháng 5 năm 2018 8 | Quảng Nam                                                   | 1–1      | Sông Lam Nghệ An                                | Tam Kỳ, Quảng Nam                                                        |  |
| 17:00                 | Đào Văn Phong (15) 46' · Dos Reis R.Claudecir (89) 57', 58' | Chi tiết | Phạm Xuân Mạnh (11) 30' · Phan Văn Đức (20) 35' | Sân vận động: Sân Quảng Nam Lượng khán giả: 6,000 Trọng tài: Ngô Duy Lân |  |

| 20 tháng 5 năm 2018 8 | Nam Định | 0–2      | Hà Nội                                              | Thành phố Nam Định, Nam Định                                                       |  |
| 18:00                 |          | Chi tiết | Đỗ Duy Mạnh (28) 21' · Oseni Ganiyu Bolaji (90) 56' | Sân vận động: Sân Thiên Trường Lượng khán giả: 15,000 Trọng tài: Nguyễn Phương Nam |  |

| 20 tháng 5 năm 2018 8 | Than Quảng Ninh | 1–3      | FLC Thanh Hóa | Cẩm Phả, Quảng Ninh                                                   |  |
| 19:00                 | Trần Trung Hiếu (39) 24' · Teofilo Soares Eydison (99) 52' · Nguyễn Xuân Hùng (20) 55' · Nguyễn Huy Cường (19) 66' | Chi tiết | Ofere Edward Junior (45) 45+1', 62' · Pape Omar Faye (20) 57' · Đinh Tiến Thành (15) 65' · Nguyễn Trọng Hoàng (8) 90+1' | Sân vận động: Cẩm Phả Lượng khán giả: 7,000 Trọng tài: Trương Hồng Vũ |  |

### Vòng 9
| 25 tháng 5 năm 2018 9 | SHB Đà Nẵng                                    | 0–0      | Becamex Bình Dương | Đà Nẵng                                                                     |  |
| 17:00                 | Đỗ Thanh Thịnh (22) 27' · Võ Nhật Tân (20) 46' | Chi tiết | Tô Văn Vũ (28) 27' | Sân vận động: Sân Hòa Xuân Lượng khán giả: 5,000 Trọng tài: Trần Đình Thịnh |  |

| 25 tháng 5 năm 2018 9 | Than Quảng Ninh                                                                                           | 1–0      | Thành phố Hồ Chí Minh                         | Cẩm Phả, Quảng Ninh                                                   |  |
| 18:00                 | Dương Văn Khoa (2) 14' · Nguyễn Huy Cường (19) 22' · Trịnh Hoa Hùng (12) , 85' · Đào Nhật Minh (15) 90+3' | Chi tiết | Đỗ Văn Thuận (14) 80' · Trần Phi Sơn (10) 85' | Sân vận động: Cẩm Phả Lượng khán giả: 5,000 Trọng tài: Hoàng Anh Tuấn |  |

| 25 tháng 5 năm 2018 9 | Sài Gòn              | 1–2      | XSKT Cần Thơ                                                                            | Thành phố Hồ Chí Minh                                                      |  |
| 18:00                 | Bùi Trần Vũ (16) 25' | Chi tiết | Wander Luiz Queiroz Dias (68) 9', 49' · Ngô Tùng Quốc (2) 42' · Nguyễn Hữu Dũng (7) 87' | Sân vận động: Sân Thống Nhất Lượng khán giả: 2,000 Trọng tài: Vũ Nguyên Vũ |  |

| 26 tháng 5 năm 2018 9 | Quảng Nam                                                                                   | 5–2      | Nam Định                                        | Tam Kỳ, Quảng Nam                                                             |  |
| 17:00                 | Hà Minh Tuấn (9) 8', 45', 61' · Dos Reis R.Claudecir (89) 24' · Ng.Trung Đại Dương (99) 70' | Chi tiết | Vũ Hữu Quý (5) 26' · Henry Shackiel H.E (9) 83' | Sân vận động: Sân Quảng Nam Lượng khán giả: 4,000 Trọng tài: Nguyễn Ngọc Châu |  |

| 26 tháng 5 năm 2018 9 | Hải Phòng | 3–0      | Sanna Khánh Hòa BVN | Hải Phòng                                                                  |  |
| 17:00                 | Trịnh Văn Lợi (7) 3' · Andre Diego Fagan (9) 19', 75' · Nguyễn Đình Bảo (8) 24', 33' · Nguyễn Việt Phong (22) 78' | Chi tiết |                     | Sân vận động: Sân Lạch Tray Lượng khán giả: 5,000 Trọng tài: Hoàng Ngọc Hà |  |

| 26 tháng 5 năm 2018 9 | Hoàng Anh Gia Lai        | 1–0      | Sông Lam Nghệ An | Pleiku, Gia Lai                                                          |  |
| 17:00                 | Triệu Việt Hưng (97) 26' | Chi tiết |                  | Sân vận động: Sân Pleiku Lượng khán giả: 12,000 Trọng tài: Nguyễn Đức Vũ |  |

| 26 tháng 5 năm 2018 9 | Hà Nội | 4–3      | FLC Thanh Hóa | Hà Nội                                                                         |  |
| 17:00                 | Nguyễn Quang Hải (19) 25', 29' · Trần Văn Kiên (13) 36', 77' · Đỗ Hùng Dũng (88) 63' · Trương Văn Thái Quý (74) 81', 82' · Phí Minh Long (33) 90+3' | Chi tiết | Nguyễn Trọng Hoàng (8) 23' · Trần Đình Đồng (3) 38' · Pape Omar Faye (20) 45' · Ofere Edward Junior (45) 73' · Ngô Hoàng Thịnh (7) 76', 79' | Sân vận động: Sân Hàng Đẫy Lượng khán giả: 13,000 Trọng tài: Nguyễn Hiền Triết |  |

### Vòng 10
| 29 tháng 5 năm 2018 10 | XSKT Cần Thơ                                      | 0–0      | SHB Đà Nẵng | Cần Thơ                                                                      |  |
| 17:00                  | Nguyễn Công Thành (71) 10' · Võ Út Cường (56) 79' | Chi tiết |             | Sân vận động: Sân Cần Thơ Lượng khán giả: 4,500 Trọng tài: Nguyễn Minh Thuận |  |

| 29 tháng 5 năm 2018 10 | Becamex Bình Dương                                                 | 5–1      | Sài Gòn                 | Thủ Dầu Một, Bình Dương                                                        |  |
| 17:00                  | Nguyễn Tiến Linh (22) 16', 40', 60', 90' · Nguyễn Anh Đức (11) 82' | Chi tiết | Lê Hoàng Thiên (10) 65' | Sân vận động: Sân Bình Dương Lượng khán giả: 2,000 Trọng tài: Nguyễn Đình Thái |  |

| 30 tháng 5 năm 2018 10 | Sanna Khánh Hòa BVN                                                            | 2–2      | Nam Định                                                                | Nha Trang, Khánh Hòa                                                          |  |
| 17:00                  | Ng.Hoàng Quốc Chí (13) 41' · Zarour Chaher (93) 71' · Nguyễn Tấn Điền (39) 70' | Chi tiết | Henry Shackiel H.E (9) 15' · Lê Sỹ Minh (93) 58' · Đinh Viết Tú (2) 78' | Sân vận động: Sân Nha Trang Lượng khán giả: 5,000 Trọng tài: Nguyễn Quốc Hùng |  |

| 30 tháng 5 năm 2018 10 | Hải Phòng                | 0–1      | Than Quảng Ninh                                            | Hải Phòng                                                                 |  |
| 17:00                  | Phạm Hoài Dương (28) 66' | Chi tiết | Nguyễn Huy Cường (19) 31' · Trịnh Văn Lợi (7) 90' (ph.l.n) | Sân vận động: Sân Lạch Tray Lượng khán giả: 7,000 Trọng tài: Trần Văn Lập |  |

| 30 tháng 5 năm 2018 10 | Thành phố Hồ Chí Minh                                                        | 0–0      | Quảng Nam | Thành phố Hồ Chí Minh                                                     |  |
| 18:00                  | Nguyễn Minh Trung (17) 15' · Sầm Ngọc Đức (7) 48' · Nguyễn Hữu Tuấn (15) 62' | Chi tiết |           | Sân vận động: Sân Thống Nhất Lượng khán giả: 3,000 Trọng tài: Ngô Duy Lân |  |

| 30 tháng 5 năm 2018 10 | FLC Thanh Hóa | 0–1      | Hoàng Anh Gia Lai                                                                          | Thành phố Thanh Hóa, Thanh Hóa                                                 |  |
| 18:00                  |               | Chi tiết | Nguyễn Công Phượng (10) 16', 63' · Gordon Riamrio Allando (11) 35' · Vũ Văn Thanh (17) 56' | Sân vận động: Sân Thanh Hóa Lượng khán giả: 13,000 Trọng tài: Nguyễn Ngọc Châu |  |

| 30 tháng 5 năm 2018 10 | Sông Lam Nghệ An                                                             | 1–2      | Hà Nội                                                                                      | Vinh, Nghệ An                                                          |  |
| 19:00                  | Olaha M.Onyedikachi (7) 15' · Phạm Xuân Mạnh (11) 29' · Quế Ngọc Hải (4) 84' | Chi tiết | Đoàn Văn Hậu (5) 6', 86' · Oseni Ganiyu Bolaji (90) 21', 39' · Trương Văn Thái Quý (74) 76' | Sân vận động: Sân Vinh Lượng khán giả: 8,000 Trọng tài: Trương Hồng Vũ |  |

### Vòng 11
| 3 tháng 6 năm 2018 11 | SHB Đà Nẵng                                                                                               | 2–2      | Sông Lam Nghệ An                              | Đà Nẵng                                                                       |  |
| 17:00                 | Olaha M. Onyedikachi (7) 11' (ph.l.n) · Đỗ Merlo (19) 42', 57' · Ewode E.Louis Christian (2) 2TV: 53' 80' | Chi tiết | Phan Văn Đức (20) 19' · Hồ Khắc Ngọc (12) 26' | Sân vận động: Sân Hòa Xuân Lượng khán giả: 4,000 Trọng tài: Nguyễn Phương Nam |  |

| 3 tháng 6 năm 2018 11 | Quảng Nam                                                                 | 1–0      | XSKT Cần Thơ               | Tam Kỳ, Quảng Nam                                                           |  |
| 17:00                 | Nguyễn Ngọc Nguyên (39) 43' · Thiago (5) 76' · Phan Thanh Hưng (19) 90+3' | Chi tiết | Trần Vũ Phương Tâm (8) 70' | Sân vận động: Sân Quảng Nam Lượng khán giả: 1,000 Trọng tài: Trương Hồng Vũ |  |

| 3 tháng 6 năm 2018 11 | Hoàng Anh Gia Lai                                     | 2–2      | Thành phố Hồ Chí Minh                                                   | Pleiku, Gia Lai                                                           |  |
| 17:00                 | Nguyễn Văn Toàn (9) 43' · Nguyễn Công Phượng (10) 46' | Chi tiết | Âu Văn Hoàn (89) 41' · Huỳnh Văn Thanh (77) 67' · Đỗ Văn Thuận (14) 70' | Sân vận động: Sân Pleiku Lượng khán giả: 7,000 Trọng tài: Trần Đình Thịnh |  |

| 3 tháng 6 năm 2018 11 | Than Quảng Ninh                                              | 1–1      | Becamex Bình Dương                                                                                     | Cẩm Phả, Quảng Ninh                                                  |  |
| 18:00                 | Nguyễn Thanh Hiền (66) 1' · Silva D.A Joel Vinicius (94) 68' | Chi tiết | Đinh Hoàng Max (29) 24' · Tanidis Alexandros (26) 42' · Nguyễn Tiến Linh (22) 48' · Tô Văn Vũ (28) 88' | Sân vận động: Cẩm Phả Lượng khán giả: 6,000 Trọng tài: Hoàng Ngọc Hà |  |

| 3 tháng 6 năm 2018 11 | Sài Gòn                                                                         | 0–1      | Hải Phòng                                                                  | Thành phố Hồ Chí Minh                                                       |  |
| 18:00                 | Nguyễn Tiến Duy (5) 8' · Nguyễn Xuân Dương (20) 10' · Nguyễn Hữu Sơn (27) 45+2' | Chi tiết | Andre Diego Fagan (9) 15' · Nguyễn Anh Hùng (2) 24' · Đặng Văn Lâm (1) 90' | Sân vận động: Sân Thống Nhất Lượng khán giả: 2,000 Trọng tài: Nguyễn Đức Vũ |  |

| 3 tháng 6 năm 2018 11 | Hà Nội                                                                                           | 4–0      | Sanna Khánh Hòa BVN  | Hà Nội                                                                      |  |
| 19:00                 | Phạm Văn Thành (9) 9' · Ngân Văn Đại (29) 11' · Đoàn Văn Hậu (5) 41' · Nguyễn Quang Hải (19) 87' | Chi tiết | Lâm Ti Phông (7) 25' | Sân vận động: Sân Hàng Đẫy Lượng khán giả: 9,000 Trọng tài: Trần Trung Hiếu |  |

| 3 tháng 6 năm 2018 11 | Nam Định                                                                | 1–1      | FLC Thanh Hóa                                                                        | Thành phố Nam Định, Nam Định                                                       |  |
| 19:00                 | Lê Ngọc Nam (14) 19' · Vũ Đức Nam (27) 36' · Trần Mạnh Cường (23) 45+1' | Chi tiết | Nguyễn Trọng Hoàng (8) 18' · Pape Omar Faye (20) 25' (ph.đ) · Trần Đình Đồng (3) 48' | Sân vận động: Sân Thiên Trường Lượng khán giả: 13,000 Trọng tài: Nguyễn Hiền Triết |  |

### Vòng 12
| 8 tháng 6 năm 2018 12 | XSKT Cần Thơ                                        | 1–1      | Thành phố Hồ Chí Minh                          | Cần Thơ                                                                    |  |
| 17:00                 | Patiyo Tambwe (10) 28' · Nguyễn Công Thành (71) 52' | Chi tiết | Nguyễn Hải Anh (23) 49' · Sầm Ngọc Đức (7) 71' | Sân vận động: Sân Cần Thơ Lượng khán giả: 3,200 Trọng tài: Nguyễn Văn Chôm |  |

| 8 tháng 6 năm 2018 12 | Becamex Bình Dương                                  | 0–3      | Sanna Khánh Hòa BVN                                                                       | Thủ Dầu Một, Bình Dương                                                    |  |
| 17:00                 | Nguyễn Thanh Thảo (3) 19' · Nguyễn Anh Đức (11) 24' | Chi tiết | Phạm Trùm Tỉnh (11) 17', 53' · Nguyễn Hoàng Quốc Chí (13) 74' · Toure Youssouf (21) 90+2' | Sân vận động: Sân Bình Dương Lượng khán giả: 3,000 Trọng tài: Trần Văn Lập |  |

| 8 tháng 6 năm 2018 12 | SHB Đà Nẵng                                                                       | 4–2      | Nam Định                                    | Đà Nẵng                                                                     |  |
| 18:00                 | Võ Nhật Tân (20) 17' · Đỗ Merlo (19) 45+2', 66', 67' · Hà Đức Chinh (26) 79', 83' | Chi tiết | Lê Sỹ Minh (93) 58' · Vũ Đức Nam (27) 90+3' | Sân vận động: Sân Hòa Xuân Lượng khán giả: 4,000 Trọng tài: Trần Đình Thịnh |  |

| 8 tháng 6 năm 2018 12 | Hải Phòng                                           | 2–0      | FLC Thanh Hóa            | Hải Phòng                                                                     |  |
| 18:00                 | Nguyễn Đình Bảo (8) 31' · Andre Diego Fagan (9) 44' | Chi tiết | Đinh Tiến Thành (15) 33' | Sân vận động: Sân Lạch Tray Lượng khán giả: 7,000 Trọng tài: Nguyễn Quốc Hùng |  |

| 9 tháng 6 năm 2018 12 | Quảng Nam              | 0–1      | Hà Nội                                                                           | Tam Kỳ, Quảng Nam                                                             |  |
| 17:00                 | Đào Văn Phong (15) 20' | Chi tiết | Đoàn Văn Hậu (5) 9' · Nguyễn Quang Hải (19) 75' · Trương Văn Thái Quý (74) 90+4' | Sân vận động: Sân Quảng Nam Lượng khán giả: 8,000 Trọng tài: Nguyễn Ngọc Châu |  |

| 9 tháng 6 năm 2018 12 | Than Quảng Ninh                                              | 3–0      | Hoàng Anh Gia Lai     | Cẩm Phả, Quảng Ninh                                                |  |
| 18:00                 | Dương Văn Hào (3) 13' · Teofilo S.Eydison (99) 49', 64', 86' | Chi tiết | Lê Đức Lương (66) 70' | Sân vận động: Cẩm Phả Lượng khán giả: 8,000 Trọng tài: Ngô Duy Lân |  |

| 9 tháng 6 năm 2018 12 | Sài Gòn | 2–1      | Sông Lam Nghệ An                                                                              | Thành phố Hồ Chí Minh                                                           |  |
| 19:00                 | Cao Văn Triền (23) 58' · Da Sylva Dominique (15) 65', 76', 82' · Ngô Anh Vũ (3) 70' · Nguyễn Ngọc Duy (7) 90+6' | Chi tiết | Trần Đình Hoàng (6) 17' · Võ Ngọc Toàn (9) 20' · Quế Ngọc Hải (4) , 69' · Võ Ngọc Đức (2) 75' | Sân vận động: Sân Thống Nhất Lượng khán giả: 5,000 Trọng tài: Nguyễn Minh Thuận |  |

### Vòng 13
| 12 tháng 6 năm 2018 13 | Sanna Khánh Hòa BVN | 2–1      | XSKT Cần Thơ | Nha Trang, Khánh Hòa        |  |
| 17:00                  |                     | Chi tiết |              | Sân vận động: Sân Nha Trang |  |

| 12 tháng 6 năm 2018 13 | FLC Thanh Hóa | 1–0      | SHB Đà Nẵng | Thành phố Thanh Hóa, Thanh Hóa |  |
| 17:00                  |               | Chi tiết |             | Sân vận động: Sân Thanh Hóa    |  |

| 12 tháng 6 năm 2018 13 | Thành phố Hồ Chí Minh | 1–1      | Becamex Bình Dương | Thành phố Hồ Chí Minh        |  |
| 19:00                  |                       | Chi tiết |                    | Sân vận động: Sân Thống Nhất |  |

| 13 tháng 6 năm 2018 13 | Sông Lam Nghệ An | 1–0      | Hải Phòng | Vinh, Nghệ An          |  |
| 17:00                  |                  | Chi tiết |           | Sân vận động: Sân Vinh |  |

| 13 tháng 6 năm 2018 13 | Hoàng Anh Gia Lai | 2–3      | Quảng Nam | Pleiku, Gia Lai          |  |
| 17:00                  |                   | Chi tiết |           | Sân vận động: Sân Pleiku |  |

| 13 tháng 6 năm 2018 13 | Nam Định | 1–0      | Sài Gòn | Thành phố Nam Định, Nam Định   |  |
| 18:00                  |          | Chi tiết |         | Sân vận động: Sân Thiên Trường |  |

| 13 tháng 6 năm 2018 13 | Hà Nội | 4–0      | Than Quảng Ninh | Hà Nội                     |  |
| 19:00                  |        | Chi tiết |                 | Sân vận động: Sân Hàng Đẫy |  |

## Lượt về

### Vòng 14
| 16 tháng 6 năm 2018 14 | XSKT Cần Thơ | 0–1      | FLC Thanh Hóa | Cần Thơ                   |  |
| 17:00                  |              | Chi tiết |               | Sân vận động: Sân Cần Thơ |  |

| 17 tháng 6 năm 2018 14 | SHB Đà Nẵng | 2–1      | Hoàng Anh Gia Lai | Đà Nẵng                    |  |
| 17:00                  |             | Chi tiết |                   | Sân vận động: Sân Hòa Xuân |  |

| 17 tháng 6 năm 2018 14 | Becamex Bình Dương | 1–2      | Sông Lam Nghệ An | Thủ Dầu Một, Bình Dương      |  |
| 17:00                  |                    | Chi tiết |                  | Sân vận động: Sân Bình Dương |  |

| 17 tháng 6 năm 2018 14 | Hải Phòng | 2–0      | Thành phố Hồ Chí Minh | Hải Phòng                   |  |
| 17:00                  |           | Chi tiết |                       | Sân vận động: Sân Lạch Tray |  |

| 17 tháng 6 năm 2018 14 | Sanna Khánh Hòa BVN | 2–2      | Quảng Nam | Nha Trang, Khánh Hòa        |  |
| 17:00                  |                     | Chi tiết |           | Sân vận động: Sân Nha Trang |  |

| 17 tháng 6 năm 2018 14 | Nam Định | 1–1      | Than Quảng Ninh | Thành phố Nam Định, Nam Định   |  |
| 18:00                  |          | Chi tiết |                 | Sân vận động: Sân Thiên Trường |  |

| 17 tháng 6 năm 2018 14 | Sài Gòn | 5–2      | Hà Nội | Thành phố Hồ Chí Minh        |  |
| 19:00                  |         | Chi tiết |        | Sân vận động: Sân Thống Nhất |  |

### Vòng 15
| 22 tháng 6 năm 2018 15 | FLC Thanh Hóa | 3–1      | Becamex Bình Dương | Thành phố Thanh Hóa, Thanh Hóa |  |
| 17:00                  |               | Chi tiết |                    | Sân vận động: Sân Thanh Hóa    |  |

| 22 tháng 6 năm 2018 15 | Quảng Nam | 1–1      | Hải Phòng | Tam Kỳ, Quảng Nam           |  |
| 17:00                  |           | Chi tiết |           | Sân vận động: Sân Quảng Nam |  |

| 22 tháng 6 năm 2018 15 | Hoàng Anh Gia Lai | 3–2      | Sài Gòn | Pleiku, Gia Lai          |  |
| 17:00                  |                   | Chi tiết |         | Sân vận động: Sân Pleiku |  |

| 22 tháng 6 năm 2018 15 | Than Quảng Ninh | 1–2      | Sanna Khánh Hòa BVN | Cẩm Phả, Quảng Ninh   |  |
| 18:00                  |                 | Chi tiết |                     | Sân vận động: Cẩm Phả |  |

| 23 tháng 6 năm 2018 15 | Sông Lam Nghệ An | 1–0      | XSKT Cần Thơ | Vinh, Nghệ An          |  |
| 17:00                  |                  | Chi tiết |              | Sân vận động: Sân Vinh |  |

| 23 tháng 6 năm 2018 15 | Thành phố Hồ Chí Minh | 1–2      | Nam Định | Thành phố Hồ Chí Minh        |  |
| 18:00                  |                       | Chi tiết |          | Sân vận động: Sân Thống Nhất |  |

| 23 tháng 6 năm 2018 15 | Hà Nội | 5–2      | SHB Đà Nẵng | Hà Nội                     |  |
| 19:00                  |        | Chi tiết |             | Sân vận động: Sân Hàng Đẫy |  |

### Vòng 21
| 08 tháng 09 năm 2018 | Quảng Nam | - | Thành phố Hồ Chí Minh | Sân vận động Tam Kỳ |
| 17:00                |           |   |                       |                     |

### Vòng 22
| 14 tháng 9 năm 2018 | Sông Lam Nghệ An                                                             | 3-1                      | SHB Đà Nẵng                           | Vinh, Nghệ An                                                                     |  |
| 17:00               | Nguyễn Thế Cường 23' 89' · Hoàng Văn Bình 31' · Nguyễn Thanh Bình 43' (l.n.) | Chi tiết FULL HIGHLIGHTS | Ngô Viết Phú 40' · 'Hồ Ngọc Thắng 89' | Sân vận động: Sân vận động Vinh Lượng khán giả: 2.500 Trọng tài: Nguyễn Quốc Hùng |  |

| 14 tháng 9 năm 2018 | Sanna Khánh Hòa BVN                            | 1–1                      | Hà Nội                                                      | Nha Trang, Khánh Hòa                                                                 |  |
| 17:00               | Zarour Chaher 12' (ph.đ.) · Nguyễn Tấn Tài 72' | Chi tiết FULL highlights | Nguyễn Văn Dũng 6' · Hoàng Vũ Samson 74' · Ngân Văn Đại 79' | Sân vận động: Sân vận động 19 tháng 8 Lượng khán giả: 8.000 Trọng tài: Ngô Quốc Hưng |  |

| 14 tháng 9 năm 2018 | Becamex Bình Dương                        | 1–1                      | Than Quảng Ninh                                                                                              | Thủ Dầu Một, Bình Dương                                                         |  |
| 17:00               | Hồ Tấn Tài 66' 90+5' · Đinh Hoàng Max 89' | Chi tiết FULL highlights | Dương Văn Khoa 65' · Teofilo Soares Eydison 67' · Nguyễn Xuân Hùng 82' · Silva Dos Anjos Joel Vinicius 90+3' | Sân vận động: Sân vận động Gò Đậu Lượng khán giả: 1.000 Trọng tài: Trần Văn Lập |  |

| 15 tháng 9 năm 2018 | XSKT Cần Thơ                 | 1–2                      | Quảng Nam                           | Cần Thơ                                                                                                  |  |
| 17:00               | Wander Luiz Queiroz Dias 31' | Chi tiết FULL highlights | Nasciment De Olivera Warley 73' 85' | Sân vận động: Sân vận động Cần Thơ Lượng khán giả: 4.500 Trọng tài: Trần Đình Thịnh - Trạng thái:hết giờ |  |

| 15 tháng 9 năm 2018 | Hải Phòng             | 1-0                      | Sài Gòn                                   | Ngô Quyền, Hải Phòng                                                                             |  |
| 17:00               | Andre Diego Fagan 15' | Chi tiết FULL highlights | Lê Quốc Phương 22' · Nguyễn Quốc Long 49' | Sân vận động: Sân Lạch Tray Lượng khán giả: 3.500 Trọng tài: Trương Hồng Vũ - Trạng thái:hết giờ |  |

| 16 tháng 9 năm 2018 | FLC Thanh Hóa                                                                                          | 2-2                      | Nam Định                                                                                 | Thành phố Thanh Hóa, Thanh Hóa                                                                           |  |
| 17:00               | Hoàng Đình Tùng 38' 41' · Bùi Văn Hiếu 78' · Rimario Gordon Allando 85' 88' 87' · Trần Đình Đồng 90+4' | Chi tiết FULL highlights | Trần Mạnh Cường 3' · Phạm Văn Quý 63' · Nguyễn Hữu Định 69' · Phạm Văn Thuận 90+3' 90+3' | Sân vận động: Sân vận động Thanh Hóa Lượng khán giả: 8.000 Trọng tài: Hoàng Ngọc Hà - Trạng thái:hết giờ |  |

| 16 tháng 9 năm 2018 | Thành phố Hồ Chí Minh | 5-3                      | Hoàng Anh Gia Lai                                                                                          | Thành phố Hồ Chí Minh                                                                                   |  |
| 17:00               | Trần Hữu Đông Triều 18' (l.n.) · Trần Phi Sơn 21' · Nguyễn Hữu Tuấn 33' · Nguyễn Sơn Hải 42' · Đỗ Văn Thuận 50' · Nguyễn Thanh Diệp 52' · Huỳnh Kesley Alves 76' 84' | Chi tiết FULL highlights | Nguyễn Công Phượng 13' 87' · Lê Đức Lương 40' · Vũ Văn Thanh 43' · Lê Văn Sơn 45+1' · Nguyễn Văn Anh 90+1' | Sân vận động: Sân vận động Thống Nhất Lượng khán giả: 7.000 Trọng tài: Ngô Duy Lân - Trạng thái:hết giờ |  |

### Vòng 23
| 18 tháng 9 năm 2018 | SHB Đà Nẵng                 | 0-0                      | Sanna Khánh Hòa BVN | Cẩm Lệ, Đà Nẵng                                                                       |  |
| 17:00               | Ewode E.Louis Christian 36' | Chi tiết FULL HIGHLIGHTS |                     | Sân vận động: Sân vận động Hòa Xuân Lượng khán giả: 3.000 Trọng tài: Nguyễn Ngọc Châu |  |

| 18 tháng 9 năm 2018 | Than Quảng Ninh                        | 2-2                      | Sông Lam Nghệ An                                                  | Cẩm Phả, Quảng Ninh                                                                |  |
| 18:00               | Teofilo Soares Eydison 86' 90' (ph.đ.) | Chi tiết FULL HIGHLIGHTS | Lynch Jermie Dwayne 34' 35' · Hồ Khắc Ngọc 76' · Quế Ngọc Hải 89' | Sân vận động: Sân vận động Cẩm Phả Lượng khán giả: 3.000 Trọng tài: Trương Hồng Vũ |  |

| 19 tháng 9 năm 2018 | Hoàng Anh Gia Lai                                                              | 3-5                      | Hà Nội | Pleiku, Gia Lai                                                                          |  |
| 17:00               | Josip Zeba 73' · Nguyễn Công Phượng 52' · Triệu Việt Hưng 69' · Lê Văn Sơn 74' | Chi tiết FULL HIGHLIGHTS | Oseni Ganiyu Bolaji 2' 31' · Trương Văn Thái Quý 25' · Hồ Minh Dĩ 41' · Phạm Thành Lương 70' · Đoàn Văn Hậu 71' | Sân vận động: Sân vận động Pleiku Lượng khán giả: 7.000 Trọng tài: Hoàng Phạm Công Khanh |  |

| 19 tháng 9 năm 2018 | Becamex Bình Dương                   | 1-0                      | XSKT Cần Thơ         | Thủ Dầu Một, Bình Dương                                                        |  |
| 17:00               | Nguyễn Tiến Linh 39' · Tô Văn Vũ 80' | Chi tiết FULL HIGHLIGHTS | Nguyễn Quang Tìn 89' | Sân vận động: Sân vận động Gò Đậu Lượng khán giả: 3.000 Trọng tài: Ngô Duy Lân |  |

| 19 tháng 9 năm 2018 | FLC Thanh Hóa                                                          | 5-0                      | Quảng Nam        | Thành phố Thanh Hóa, Thanh Hóa                                                          |  |
| 17:00               | Pape Omar Faye 10' 56' 78' · Vũ Minh Tuấn 31' · Lê Văn Thắng 52' 90+1' | Chi tiết FULL HIGHLIGHTS | Nguyễn Văn Thạnh | Sân vận động: Sân vận động Thanh Hóa Lượng khán giả: 5.000 Trọng tài: Nguyễn Hiền Triết |  |

| 19 tháng 9 năm 2018 | Hải Phòng           | 1-1                      | Nam Định                                            | Ngô Quyền, Hải Phòng                                                                 |  |
| 17:00               | Nguyễn Đình Bảo 82' | Chi tiết Full HIGHLIGHTS | Phạm Văn Quý 64' · Pereira Diogo Junior 90' (ph.đ.) | Sân vận động: Sân vận động Lạch Tray Lượng khán giả: 2.000 Trọng tài: Hoàng Anh Tuấn |  |

| 19 tháng 9 năm 2018 | Thành phố Hồ Chí Minh                                                | 5-0                      | Sài Gòn                                                      | Thành phố Hồ Chí Minh                                                                |  |
| 19:00               | Huỳnh Kesley Alves 6' · Nguyễn Hải Anh 26' 34' 81' · Bùi Trần Vũ 64' | Chi tiết FULL HIGHLIGHTS | Trịnh Đức Lợi 46' · Da Sylva Dominique 52' · Bùi Trần Vũ 64' | Sân vận động: Sân vận động Thống Nhất Lượng khán giả: 1.000 Trọng tài: Hoàng Ngọc Hà |  |

### Vòng 24
| 28 tháng 9 năm 2018 | Sông Lam Nghệ An                                                                | 0–1                         | FLC Thanh Hóa                                                  | Vinh, Nghệ An                                                                  |  |
| 17:00               | Võ Ngọc Đức 63' · Lynch Jermie Dwayne 73' · Lê Thế Cường 80' · Võ Ngọc Toàn 82' | Chi tiết FULL H1 HIGHLIGHTS | Nguyễn Xuân Thành 32' · Phạm Văn Nam 39' · Đinh Tiến Thành 75' | Sân vận động: Sân vận động Vinh Lượng khán giả: 2.000 Trọng tài: Ngô Quốc Hưng |  |

| 28 tháng 9 năm 2018 | XSKT Cần Thơ                                                                               | 2–0                         | Hải Phòng                                                           | Cần Thơ                                                                             |  |
| 17:00               | Patiyo Tambwe 13' 59' · Nguyễn Công Thành 37' · Trần Vũ Phương Tâm 74' · Tô Vĩnh Lợi 90+4' | Chi tiết FULL H1 HIGHLIGHTS | Adriano Schmidt 45' · Nguyễn Đình Bảo 62' · Andre Diego Fagan 90+4' | Sân vận động: Sân vận động Cần Thơ Lượng khán giả: 2.000 Trọng tài: Tăng Hoàng Tuấn |  |

| 28 tháng 9 năm 2018 | Quảng Nam                                 | 2–3                         | Than Quảng Ninh                                                                       | Tam Kỳ, Quảng Nam                                                                  |  |
| 17:00               | Hà Minh Tuấn 3' · Rosa Tardin Douglas 65' | Chi tiết FULL H1 HIGHLIGHTS | Nguyễn Thanh Hiền 43' · Nguyễn Hải Huy 48' · Teofilo Soares Eydison 84' (ph.đ.) 90+2' | Sân vận động: Sân vận động Tam Kỳ Lượng khán giả: 2.000 Trọng tài: Trần Đình Thịnh |  |

| 28 tháng 9 năm 2018 | Sanna Khánh Hòa BVN                                    | 2–0                         | Thành phố Hồ Chí Minh                       | Nha Trang, Khánh Hòa                                                                     |  |
| 17:00               | Toure Youssouf 74' (ph.đ.) · Nguyễn Hoàng Quốc Chí 85' | Chi tiết FULL H1 HIGHLIGHTS | Nguyễn Hữu Tuấn 48' · Nguyễn Minh Trung 73' | Sân vận động: Sân vận động 19 tháng 8 Lượng khán giả: 5.000 Trọng tài: Nguyễn Trung Kiên |  |

| 28 tháng 9 năm 2018 | Nam Định                    | 0–2                         | Hoàng Anh Gia Lai                                                                                           | Thành phố Nam Định, Nam Định                                                            |  |
| 18:00               | Nguyễn Quốc Thiện Esele 90' | Chi tiết FULL H1 HIGHLIGHTS | Trần Minh Vương 27' · Nguyễn Công Phượng 45' 90+1' (ph.đ.) · Osmar Francisco 64' · Nguyễn Hữu Anh Tài 90+6' | Sân vận động: Sân vận động Thiên Trường Lượng khán giả: 17.000 Trọng tài: Hoàng Ngọc Hà |  |

| 28 tháng 9 năm 2018 | Sài Gòn                                                         | 1–0                          | SHB Đà Nẵng                                                        | Thành phố Hồ Chí Minh                                                                   |  |
| 18:00               | Nguyễn Quốc Long 3' · Nguyễn Ngọc Duy 25' · Cao Văn Triền 90+5' | Chi tiết FULL H1 HIGHlLIGHTS | Ngô Viết Tú 77' · Ewode E.Louis Christian 90' · Hà Đức Chinh 90+2' | Sân vận động: Sân vận động Thống Nhất Lượng khán giả: 1.000 Trọng tài: Nguyễn Ngọc Châu |  |

| 28 tháng 9 năm 2018 | Hà Nội                                                                                | 2–0                       | Becamex Bình Dương | Đống Đa, Hà Nội                                                                       |  |
| 19:00               | Đào Duy Khánh 10' 83' · Đoàn Văn Hậu 50' · Nguyễn Quang Hải 51' · Hoàng Vũ Samson 80' | Chi tiết FULL HIGHlLIGHTS | Lê Tấn Tài 50'     | Sân vận động: Sân vận động Hàng Đẫy Lượng khán giả: 2.000 Trọng tài: Nguyễn Quốc Hùng |  |

### Vòng 25
| 2 tháng 10 năm 2018 | Sanna Khánh Hòa BVN                             | 1–2                      | Sông Lam Nghệ An                                                            | Nha Trang, Khánh Hoà                                                                 |  |
| 17:00               | Hoàng Văn Khánh 8' · Toure Youssouf 75' (ph.đ.) | Chi tiết FULL HIGHlIGHTS | Nguyễn Tuấn Mạnh 63' · Hồ Khắc Ngọc 64' (ph.đ.) · Lynch Jermie Dwayne 90+4' | Sân vận động: Sân vận động 19 tháng 8 Lượng khán giả: 4.000 Trọng tài: Hoàng Ngọc Hà |  |

| 2 tháng 10 năm 2018 | Than Quảng Ninh                                                               | 1–2                      | Sài Gòn                                                           | Cẩm Phả, Quảng Ninh                                                               |  |
| 17:00               | Silva Dos Anjos Joel Vinicius 42' · Nguyễn Xuân Hùng 44' · Phạm Nguyên Sa 61' | Chi tiết FULL HIGHlIGHTS | Thân Thành Tín 13' · Nguyễn Xuân Dương 36' · Nguyễn Hữu Sơn 90+3' | Sân vận động: Sân vận động Cẩm Phả Lượng khán giả: 2.000 Trọng tài: Ngô Quốc Hưng |  |

| 2 tháng 10 năm 2018 | Hà Nội                                                 | 3–0                      | XSKT Cần Thơ | Đống Đa, Hà Nội                                                 |  |
| 17:00               | Nguyễn Văn Quyết 64' · Hoàng Vũ Olaleye Samson 87' 88' | Chi tiết FULL HIGHlIGHTS | 5.000        | Sân vận động: Sân vận động Hàng Đẫy Trọng tài: Nguyễn Ngọc Châu |  |

| 2 tháng 10 năm 2018 | Hoàng Anh Gia Lai | 0–0                      | Hải Phòng                         | Pleiku, Gia Lai                                                                      |  |
| 17:00               |                   | Chi tiết FULL HIGHlIGHTS | Lâm Quí 18' · Đậu Thanh Phong 49' | Sân vận động: Sân vận động Pleiku Lượng khán giả: 6.000 Trọng tài: Nguyễn Hiền Triết |  |

| 2 tháng 10 năm 2018 | Nam Định                                                 | 2–1                      | Becamex Bình Dương   | Thành phố Nam Định, Nam Định                                                             |  |
| 17:00               | Phạm Văn Thuận 27' · Phạm Văn Quý 64' · Đinh Viết Tú 81' | Chi tiết FULL HIGHlIGHTS | Nguyễn Tiến Linh 83' | Sân vận động: Sân vận động Thiên Trường Lượng khán giả: 12.000 Trọng tài: Hoàng Anh Tuấn |  |

| 2 tháng 10 năm 2018 | Quảng Nam                                      | 2–2                 | SHB Đà Nẵng                                           | Tam Kỳ, Quảng Nam                                                                    |  |
| 17:00               | Rosa Tardin Douglas 57' · Đinh Thanh Trung 89' | Chi tiết HIGHlIGHTS | Nguyễn Viết Thắng 68' · Kouassi Yao Hermann 77' 90+1' | Sân vận động: Sân vận động Tam Kỳ Lượng khán giả: 1.500 Trọng tài: Nguyễn Trung Kiên |  |

| 2 tháng 10 năm 2018 | Thành phố Hồ Chí Minh               | 1–2                      | FLC Thanh Hóa                  | Quận 10, Thành phố Hồ Chí Minh                                                        |  |
| 17:00               | Vũ Quang Nam 25' · Đỗ Văn Thuận 38' | Chi tiết FULL HIGHlIGHTS | Rimario Gordon Allando 24' 33' | Sân vận động: Sân vận động Thống Nhất Lượng khán giả: 2.000 Trọng tài: Trương Hồng Vũ |  |

### Vòng 26
| 8 tháng 10 năm 2018 | Sông Lam Nghệ An                                                 | 1–0                      | Thành phố Hồ Chí Minh | Thành phố Vinh, Nghệ An                                                          |  |
| 17:00               | Olaha Michel Onyedikachi 28' · Phạm Thế Nhật 42' · Hồ Sỹ Sâm 86' | Chi tiết FULL HIGHLIGHTS |                       | Sân vận động: Sân vận động Vinh Lượng khán giả: 1.500 Trọng tài: Trần Trung Hiếu |  |

| 8 tháng 10 năm 2018 | Sài Gòn                                                                              | 4–1                 | Quảng Nam                                                              | Quận 10, Thành phố Hồ Chí Minh                                                        |  |
| 17:00               | Trịnh Quang Vinh 5' · Da Sylva Dominiqu 48' · Cao Văn Triền 62' · Lê Hoàng Thiên 65' | Chi tiết HIGHLIGHTS | Huỳnh Tấn Sinh 26' · Trần Mạnh Toàn 59' · Đinh Thanh Trung 89' (ph.đ.) | Sân vận động: Sân vận động Thống Nhất Lượng khán giả: 1.000 Trọng tài: Hoàng Anh Tuấn |  |

| 8 tháng 10 năm 2018 | SHB Đà Nẵng                                                                               | 3–2                      | Than Quảng Ninh                                               | Cẩm Lệ, Đà Nẵng                                                                        |  |
| 17:00               | Phan Văn Long 2' · Kouassi Yao Hermann 43' 63' · Đặng Anh Tuấn 90+1' · Phan Duy Lam 90+1' | Chi tiết FULL HIGHLIGHTS | Lê Tuấn Tú 40' · Đào Nhật Minh 42' · Giang Trần Quách Tân 58' | Sân vận động: Sân vận động Hòa Xuân Lượng khán giả: 3.000 Trọng tài: Nguyễn Trung Kiên |  |

| 8 tháng 10 năm 2018 | Hải Phòng                                   | 1–0                      | Hà Nội                  | Ngô Quyền, Hải Phòng                                                                        |  |
| 17:00               | Nguyễn Đình Tài 50' · Andre Diego Fagan 87' | Chi tiết FULL HIGHLIGHTS | Trương Văn Thái Quý 37' | Sân vận động: Sân vận động Lạch Tray Lượng khán giả: 5.000 Trọng tài: Hoàng Phạm Công Khanh |  |

| 8 tháng 10 năm 2018 | FLC Thanh Hóa | 1–0                      | Sanna Khánh Hòa BVN                     | Thành phố Thanh Hóa, Thanh Hóa                                                    |  |
| 17:00               | Rimario Gordon Allando 13' · Phạm Văn Nam 31' · Nguyễn Minh Tùng 54' · Lê Văn Thắng 81' · Nguyễn Xuân Thành 90+3' | Chi tiết FULL HIGHLIGHTS | Nguyễn Đình Lợi 61' · Zarour Chaher 87' | Sân vận động: Sân vận động Thanh Hóa Lượng khán giả: 9.000 Trọng tài: Ngô Duy Lân |  |

| 8 tháng 10 năm 2018 | Becamex Bình Dương                                                              | 4–1                      | Hoàng Anh Gia Lai   | Thủ Dầu Một, Bình Dương                                                            |  |
| 17:00               | Hồ Sỹ Giáp 22' · Nguyễn Tiến Linh 33' 90+2' · Đinh Hoàng Max 52' · Rabo Ali 78' | Chi tiết FULL HIGHLIGHTS | Trần Minh Vương 45' | Sân vận động: Sân vận động Gò Đậu Lượng khán giả: 5.000 Trọng tài: Nguyễn Văn Chôm |  |

| 8 tháng 10 năm 2018 | XSKT Cần Thơ                                                        | 1–1                      | Nam Định                            | Quận Ninh Kiều, Cần Thơ                                                                          |  |
| 17:00               | Wander Luiz Queiroz Dias 5' 5' · Lê Đức Lộc 26' · Võ Út Cường 90+4' | Chi tiết FULL HIGHLIGHTS | Vũ Hữu Quý 28' · Phạm Văn Thuận 61' | Sân vận động: Sân vận động Cần Thơ Lượng khán giả: 11.000 Trọng tài: Nagor Amir Bin Noor Mohamed |  |

## Bảng xếp hạng
| VT | Đội                 | ST | T  | H  | B  | BT | BB | HS  | Đ  | Giành quyền tham dự hoặc xuống hạng |
| -- | ------------------- | -- | -- | -- | -- | -- | -- | --- | -- | --- |
| 1  | Hà Nội (C)          | 26 | 20 | 4  | 2  | 72 | 30 | +42 | 64 | Tham dự vòng sơ loại thứ 2 AFC Champions League 2019 hoặc vòng bảng AFC Cup 2019 và Giải bóng đá vô địch các câu lạc bộ sông Mê Kông 2018 |
| 2  | FLC Thanh Hóa       | 26 | 13 | 7  | 6  | 43 | 29 | +14 | 46 | |
| 3  | Sanna Khánh Hòa BVN | 26 | 11 | 10 | 5  | 33 | 27 | +6  | 43 | |
| 4  | Sông Lam Nghệ An    | 26 | 12 | 6  | 8  | 38 | 32 | +6  | 42 | |
| 5  | Than Quảng Ninh     | 26 | 9  | 8  | 9  | 40 | 36 | +4  | 35 | |
| 6  | Hải Phòng           | 26 | 9  | 7  | 10 | 26 | 26 | 0   | 34 | |
| 7  | Becamex Bình Dương  | 26 | 7  | 12 | 7  | 39 | 36 | +3  | 33 | |
| 8  | Sài Gòn             | 26 | 9  | 4  | 13 | 38 | 42 | −4  | 31 | |
| 9  | SHB Đà Nẵng         | 26 | 8  | 7  | 11 | 38 | 49 | −11 | 31 | |
| 10 | Hoàng Anh Gia Lai   | 26 | 8  | 7  | 11 | 41 | 53 | −12 | 31 | |
| 11 | Quảng Nam           | 26 | 7  | 10 | 9  | 37 | 45 | −8  | 31 | |
| 12 | TP. Hồ Chí Minh     | 26 | 7  | 6  | 13 | 37 | 45 | −8  | 27 | |
| 13 | Nam Định (O)        | 26 | 5  | 9  | 12 | 33 | 45 | −12 | 24 | Tham dự vòng play-off giành quyền chơi ở V-League 1 2019                                                                                  |
| 14 | XSKT Cần Thơ (R)    | 26 | 4  | 9  | 13 | 26 | 43 | −17 | 21 | Xuống hạng chơi ở V-League 2 2019 |